# ピョトロヴィツェ (オトフォツク郡)
ピョトロヴィツェ（Piotrowice [ pʲɔtrɔˈvʲit͡sɛ ]）は、ポーランドのマゾフシェ県オトフォツク郡にある村。人口は352人。ワルシャワの南南東約33kmに位置する。村の西をヴィスワ川が流れる。